# ヴァイアーノ
ヴァイアーノ（伊: Vaiano）は、イタリア共和国トスカーナ州プラート県にある、人口約9,900人の基礎自治体（コムーネ）。

## 地理

### 位置・広がり
県都プラートより北方約9kmに位置する。

#### 隣接コムーネ
隣接するコムーネは以下の通り。括弧内のFIはフィレンツェ県所属を示す。
- バルベリーノ・ディ・ムジェッロ (FI)
- カレンツァーノ (FI)
- カンタガッロ
- モンテムルロ
- プラート
- ヴェルニオ

### 気候分類・地震分類
ヴァイアーノにおけるイタリアの気候分類 (it) および度日は、zona D, 1993 GGである。
また、イタリアの地震リスク階級 (it) では、zona 2 (sismicità media) に分類される。

## 行政

### 分離集落
ヴァイアーノには以下の分離集落（フラツィオーネ）がある。
- Fabio, Faltugnano, Gamberame, La Briglia, La Cartaia, La Foresta, La Tignamica, Parmigno, Popigliano, San Leonardo in Collina, Savignano, Schignano, Sofignano